# Yu Xunfa
Yu Xunfa (俞遜發; ur. 8 stycznia 1946 w Szanghaju, zm. 21 stycznia 2006 tamże) – chiński flecista. Laureat nagrody Shanghai Baogang Beaux-Arts. Yu grę na tradycyjnych chińskich fletach dizi i koudi rozpoczął w 1971 roku. Występował w Shanghai National Orchestra, Chinese Musicians' Association, ponadto był dyrektorem Performing Arts of the Shanghai Musicians' Association oraz przewodniczącym Dizi Culture Research Centre of Shanghai.

## Dyskografia

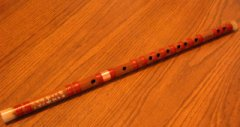
Flet dizi

- Zhu: Symphonic Fantasia - In Memory of Martyrs for Truth; Sketches in the Mountains of Guizhou; Symphony No. 4 (1995)
- Lake View on a Moonlit Autumn Night (1996)
- Masterpieces on Chinese Wind Instruments: A Visit to Suzhou (2004)
- Master of Chinese Traditional Music: Di Flute Perform Yu Xunfa (2005)[3]

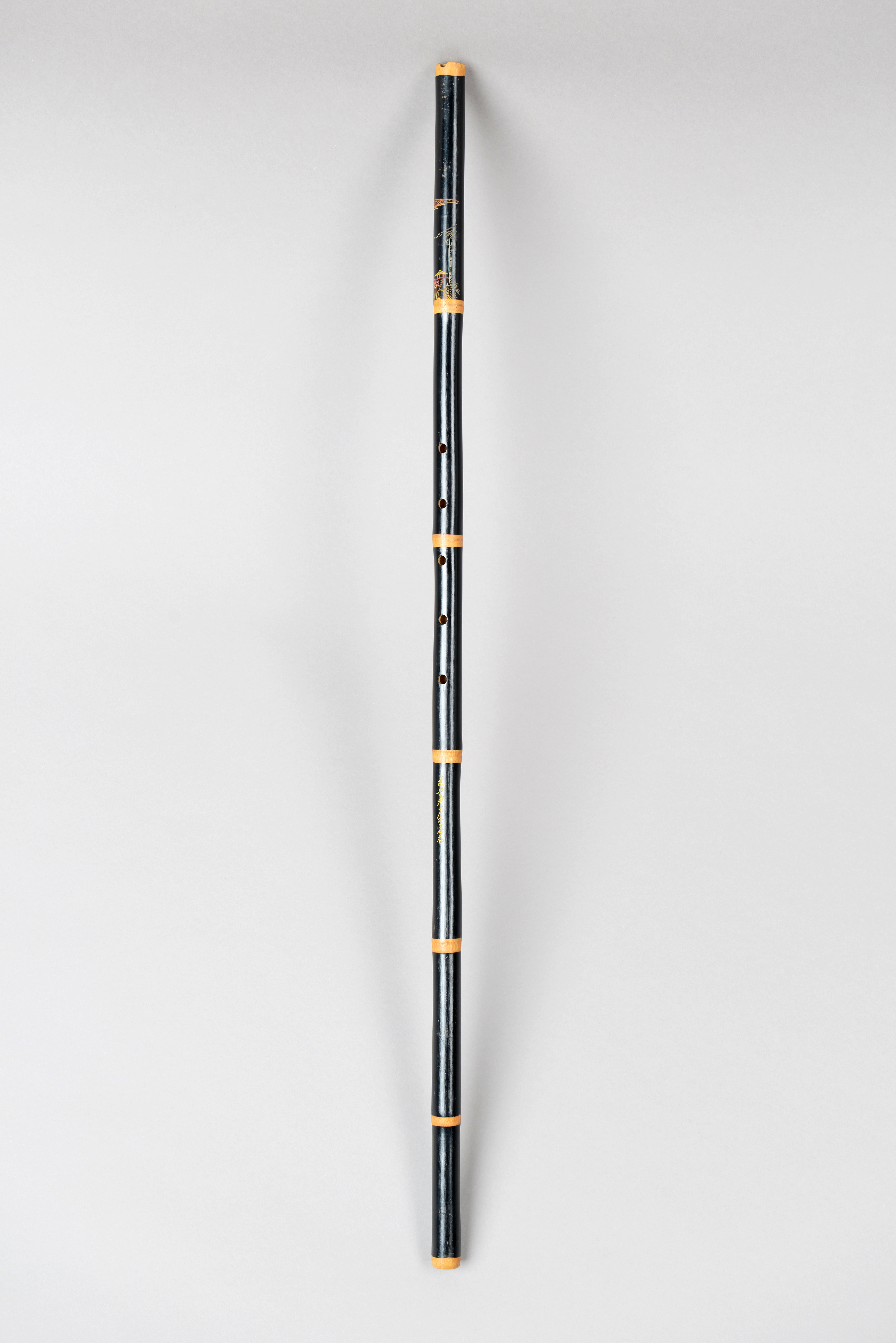
Flet dizi - Zbiory Muzeum Azji i Pacyfiku w Warszawie

- Song Of Plum Blossom (2006)

### Kompilacje
- Treasure of Traditional Music Vol. 3 (1997)
- Anthology Of Chinese Traditional and Folk Music: Dizi Vol. 5 (1994)